# Abarkuh
Abarkuh (persiska: ابرکوه) är en stad i provinsen Fars i Iran. Folkmängden uppgick till cirka 28 000 invånare vid folkräkningen 2016.
Ett landmärke och sevärdhet i Abarkuh är en mer än 4 000 år gammal cypress, kallad Cypressen i Abarkuh.